# 游戏

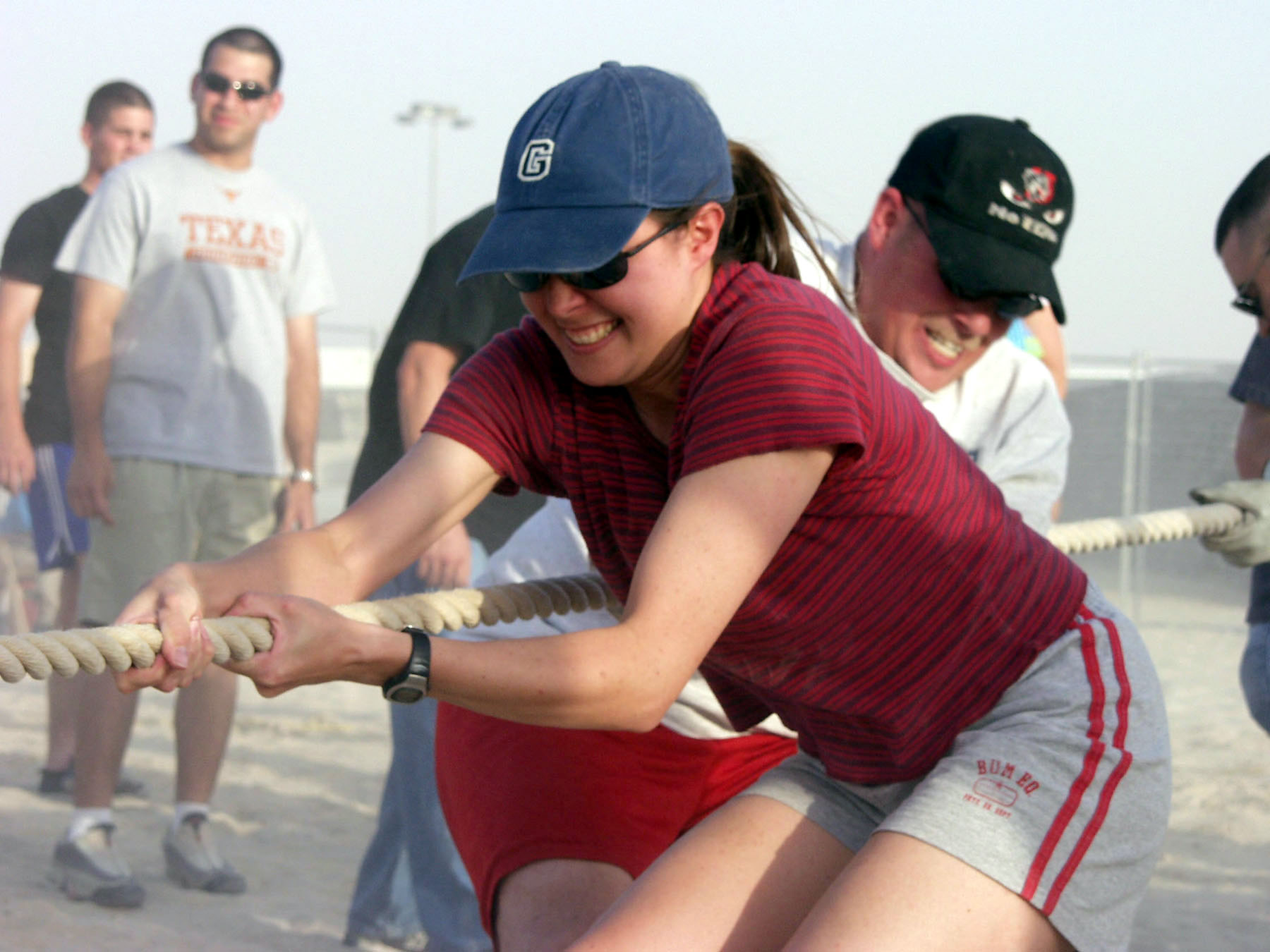
拔河是一種需要體力及一些策略的遊戲

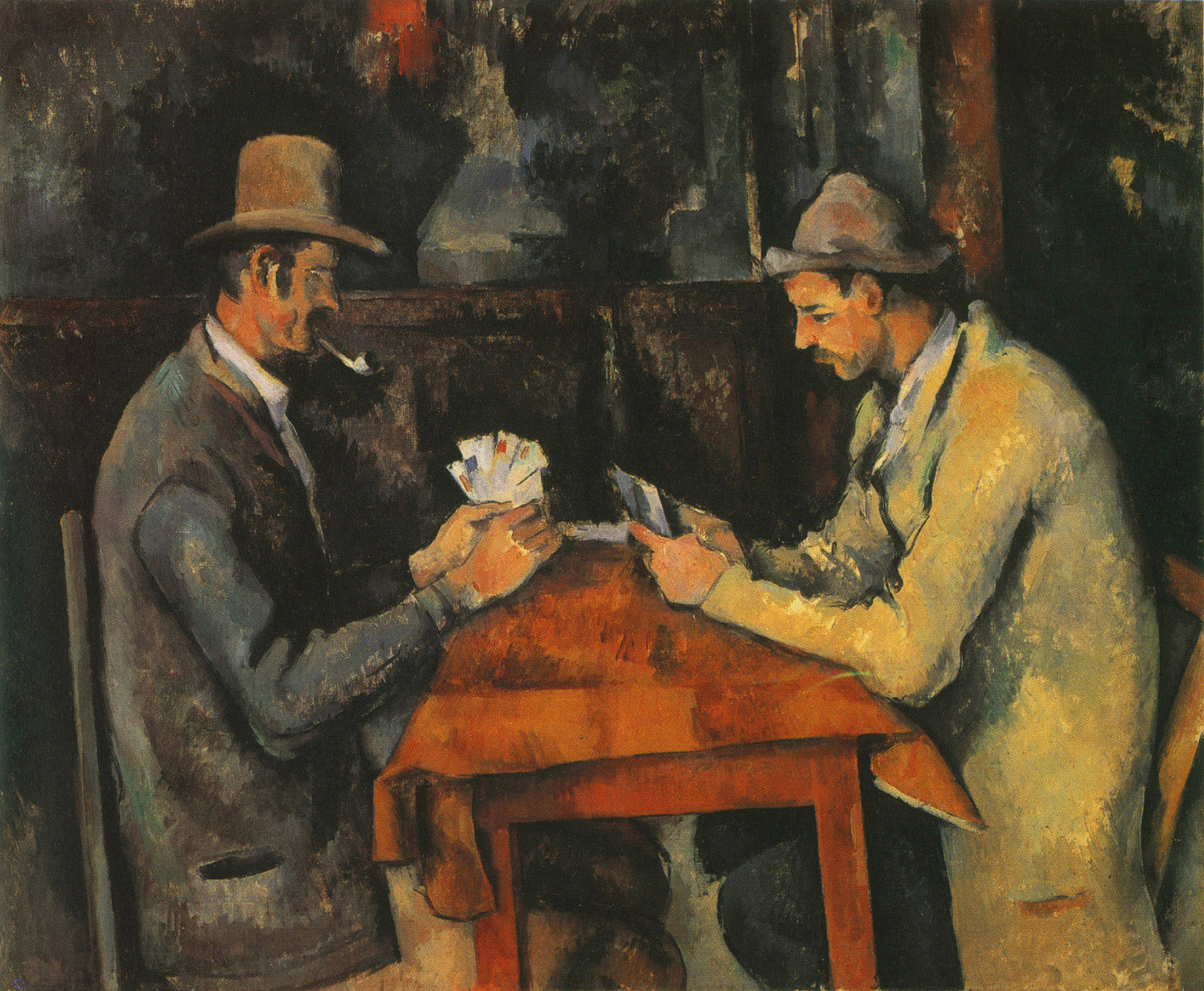
保羅·塞尚－玩牌者（The Card Players），1895年

游戏，既可以指人的一种娱乐活动，也可以指這種活動過程。游戏的道具可以为玩具。在英語，體育比賽（Game）亦是遊戲的一種，而體育運動亦是由遊戲演變出來。游戏是一種有組織的玩耍，一般是以娛樂為目的，有時也有教育目的。游戏不同於會有對應金錢報酬的工作，也不同於呈現美學或是概念元素的藝術。不過彼此之間的分界不一定很明確，像職業運動員的游戏和工作可能是一體，而像拼圖遊戲則同時具有游戏和藝術的成份在內。
游戏的主要成份有目的、規則、挑戰及互動。遊戲一般會有心理或是身體上的刺激，許多遊戲可以培養相關技巧，有體能性、教育性、模擬性或心理上的意義。
從西元前2600年起，遊戲就是人類經驗的一部份，出現在所有文化中，像烏爾王族局戲、塞尼特及播棋都是其中歷史相關悠久的遊戲。

## 定義

### 路德维希·维特根斯坦
路德维希·维特根斯坦可能是第一個試圖為遊戲下定義的哲學家，在其著作《哲学研究》中，维特根斯坦提出遊戲的幾個要素，像是玩耍、規則及競爭，但這些都無法適當定義遊戲。维特根斯坦認為人類用「遊戲」來稱呼許多不同的活動。不過隨著之後遊戲定義的提出，現在的哲學家認為维特根斯坦提出的不是最終的結論，像托马斯·霍尔卡就認為Bernard Suits對遊戲下了很好的定義。

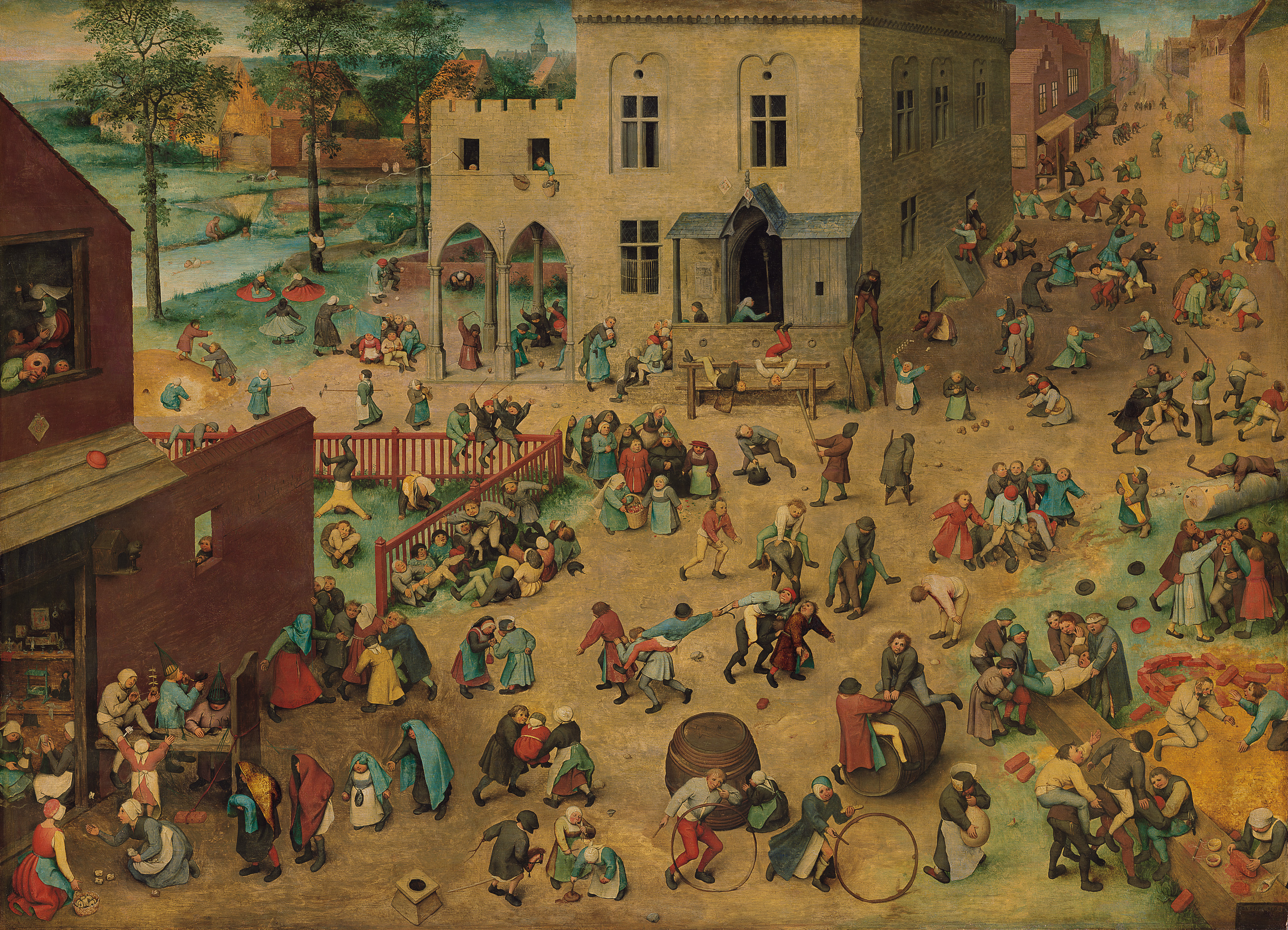
1560年老彼得·勃鲁盖尔畫的《兒童遊戲 (畫)》

### 羅傑·凱洛斯
法國社會學家羅傑·凱洛斯在著作《遊戲與人》（Les jeux et les hommes）定義遊戲是有以下特性的活動：
- 有趣：遊戲有可以使人輕鬆的特性
- 獨立：有特殊的地點及時間
- 不確定：活動的結果無法預知
- 無生產性：參與者無法得到實質上的報酬
- 受規則的約束：遊戲有其規則，和一般日常生活的有所不同
- 虛構：參與者知道這和現實不同

### 克里斯·克勞福德
電腦遊戲設計者克里斯·克勞福德是《電腦遊戲設計期刊》的創始人，試圖用一連串的二分法定義遊戲：：
1. 創造力的表現，若是為其本身的美，稱為藝術，若是為了金錢，則是娛樂。
2. 一個娛樂若有互動性質（英语：Interactivity），可以稱為玩耍，像電影及書都是無互動娛樂的例子。（或和遊戲載體本身互動）
3. 若玩耍沒有目標，稱為玩具（克勞福德認為指他的定義，(a)玩的人若設定規則，玩具也可以是遊戲(b)The Sims及SimCity是玩具，不是遊戲），若玩耍有目標，稱為挑戰。
4. 若挑戰沒有「需要打敗的對手」，稱為智力游戏，若有對手，稱為衝突（克勞福德承認這是主觀性的測試，像有些視覺遊戲配合人工智慧演算法，可以用類似智力游戏的方式來玩，例如吃豆人）
5. 最後，若玩家只能超越對手，但無法用影響其表現的方式攻擊對手，這稱為競爭（競爭包括賽車及花样滑冰），但若在遊戲中允許攻擊對手，這就是遊戲。

### 其他定義
- 在2008年獲頒雨果獎最佳互動電玩遊戲獎的Kevin Maroney曾說:「遊戲是一種具有目標和結構的娛樂形式。」
- 國際遊戲者協會紐約分會會長曾說：「遊戲是一種藝術形式，其中參與者（或稱玩家）要作出各種決策，以便在追求目標的過程中通過遊戲令牌管理資源。」
- 遊戲公司Gamelab（英语：Gamelab）的行政總裁埃里克‧齊默爾曼（Eric Zimmerman）指遊戲是一種「為了得到某種結果而進行的有規則的活動」。
- 遊戲哲學家伯納德‧舒茲（Bernard Suits）認為：「玩遊戲就是參與一個朝向特定狀態的活動，只能使用符合規則的特定方式，由於規則會使得可用方式的選擇性更少，接受這些限制唯一的理由是這樣才能讓遊戲進行。」[9]又說：「玩游戏就是一种把时间花在无谓挑战上的自愿举动。」[10]

## 遊戲元素及分類
遊戲可以依「玩家要做什麼？」分類，一般會稱為游戏性，遊戲的主要元素也包括道具及規則。

### 道具
遊戲常常會依玩遊戲時需要的道具來分類（例如縮圖、球、卡片、棋盤及棋子或是電腦）。像在皮革容易取得的地區，自有歷史以來，球類就是受歡迎的活動，全球性的球類遊戲有橄欖球類運動、籃球、足球、棒球、網球及排球等。其他遊戲需要的道具會隨地區而不同。像歐洲有標準的遊戲牌組，像西洋棋等棋類可以由其棋子看出棋類的演進及發展。
有些遊戲用代表物表示其他東西，代表物可以表示棋盤上的棋子，遊戲錢或是其他遊戲中用到，無形的東西。
像捉迷藏等遊戲不需要特殊的道具，不過其互動性也和環境有關，若環境不同，遊戲即使有相近甚至相同的規則，也可能變成不同的遊戲，例如在學校捉迷藏可能就和在公園捉迷藏不同。賽車即使用的車相同，在賽車場或是一般道路的難度也會不同。

### 規則
游戏也常常依規則來分類，規則可能會有變動甚至更改，當更改到一定程度，就變成一個新遊戲了。例如棒球可以用一般棒球來玩，也可以用威浮球來玩，都還是棒球。不過若大家約定只有三個壘包，那就變成另一種遊戲了。不過也有些遊戲的特點會和其規則的變化有關，只是即使如此，仍然會有不變的元規則。
規則會決定玩的順序，玩家的權利及義務，以及玩家的目的。玩家的權利可能包括可以使用資源或是移動代表物，一般勝利的條件可能是第一個收集到特定數量的點數或是代表物（例如卡坦岛）、在遊戲結束時有最多的代表物（例如地產大亨），或是雙方的代表物有某種特定的關係（如西洋棋的將死）。

### 技巧、策略及運氣
游戏的道具及規則會影響游戏在技巧、策略及運氣的不同程度，也有可能是上述的組合。
技巧遊戲的技巧種類包括動作上的技巧，如摔跤、拔河、跳房子及射擊運動，也包括心智上的技巧，例如西洋跳棋及西洋棋。策略遊戲在西洋跳棋、西洋棋、印度鬥獸棋、圍棋及井字棋中都會用到，一般會需要配合特殊的裝備。博弈遊戲強調其運氣成份，像賭博類遊戲（廿一點、麻將、輪盤）和蛇梯棋、剪刀、石頭、布等，多半需要牌或是骰子。
不過大部份的遊戲會用到技巧、策略及運氣中的二種甚至全部。例如美式足球及棒球都會用到技巧及策略，而tiddlywinks、撲克及地產大亨會以策略及運氣為主。許多棋版類遊戲會用到技巧、策略及運氣，大部份吃磴遊戲的運氣成份較小，像戰國風雲、卡坦岛及卡卡頌等策略式遊戲也是如此。

## 游戏行為理论
许多学者发现，游戏不仅存在于人类当中，在许多哺乳類動物裡也存在着大量的游戏行为。游戏历史非常悠久，但是作为理论进行研究是在近代才开始的。
对游戏的本质的研究还正在发展，目前还没有一个最终性的认识结论。
游戏理论主要有：

### 本能说

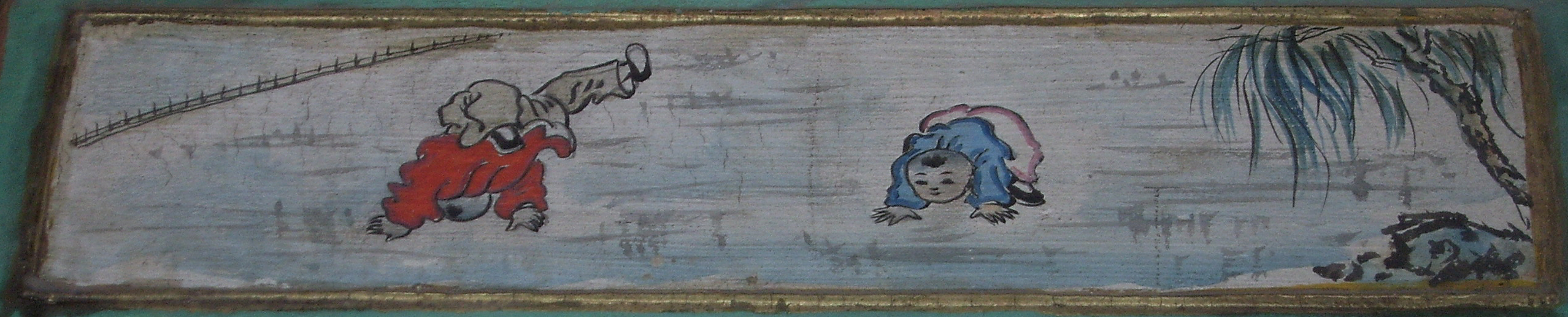
两个孩童在玩耍（中国古画）

德国诗人和剧作家席勒提出了一种游戏理论。这种理论认为，「人类在生活中要受到精神与物质的双重束缚，在这些束缚中就失去了理想和自由。于是人们利用剩余的精神创造一个自由的世界，它就是游戏。这种创造活动，产生于人类的本能」。
席勒说：“只有当人充分是人的时候，他才游戏；只有当人游戏的时候，他才完全是人。”

### 剩余能量说
剩余能量说是英国哲学家赫伯特·斯宾塞提出的一种游戏理论，他是对席勒的本能说的进一步补充。
这种理论认为，「人类在完成了维持和延续生命的主要任务之后，还有剩余的精力存在，这种剩余的精力的发泄，就是游戏。游戏本身并没有功利目的，游戏过程的本身就是游戏的目的」。

### 练习理论
德国生物学家卡爾·谷鲁司对英国哲学家赫伯特·斯宾塞的剩余能量说和席勒的本能说进行了修正。
这种理论认为，游戏不是没有目的的活动，游戏并非与实际生活没有关联。游戏是为了将来面临生活的一种准备活动。例如，小猫抓线团是在练习抓老鼠，小女孩给布娃娃餵饭是在练习当母亲，男孩子玩打仗游戏是在练习战斗。

### 宣泄理论
弗洛伊德也曾提出过一种游戏的理论。他认为，遊戲是被压抑欲望的一种替代行为。

## 一些研究游戏的知名学者
- 席勒，德国诗人和剧作家
- 赫伯特·斯宾塞，英国哲学家
- 谷鲁斯，德国生物学家
- 约翰·赫伊津哈，荷兰学者

## 游戏著作
- 《游戏的人》

## 遊戲的種類
遊戲有很多種，在不同的媒體會以不同型式出現，使用的道具或參與的人數不一樣也會衍生出不同類型的遊戲。其中包括：

### 人手游戏
人类用人體（如雙手、雙腳）或使用玩具娱乐自己。較為常見的有「石頭、剪子、布」，有時體育活動，甚至武術比試也被人們視為遊戲。常用的玩具有布偶、球、冷兵器等。

### 桌上遊戲
桌上遊戲用來描述任何在桌子或平面上玩的遊戲，其中包括版圖遊戲、紙筆遊戲、紙牌遊戲、骰子遊戲，近年來桌上遊戲的設計者越來越有把許多動作、聲音、節奏、道具、圖片、公仔、故事背景，甚至是如動畫、影視、音樂、舞蹈等藝術、文化及多媒體等素材加入遊戲的趨勢，提供玩家或玩家們更多感官的刺激和不同於以往的經驗，以提升遊戲的樂趣與品質。

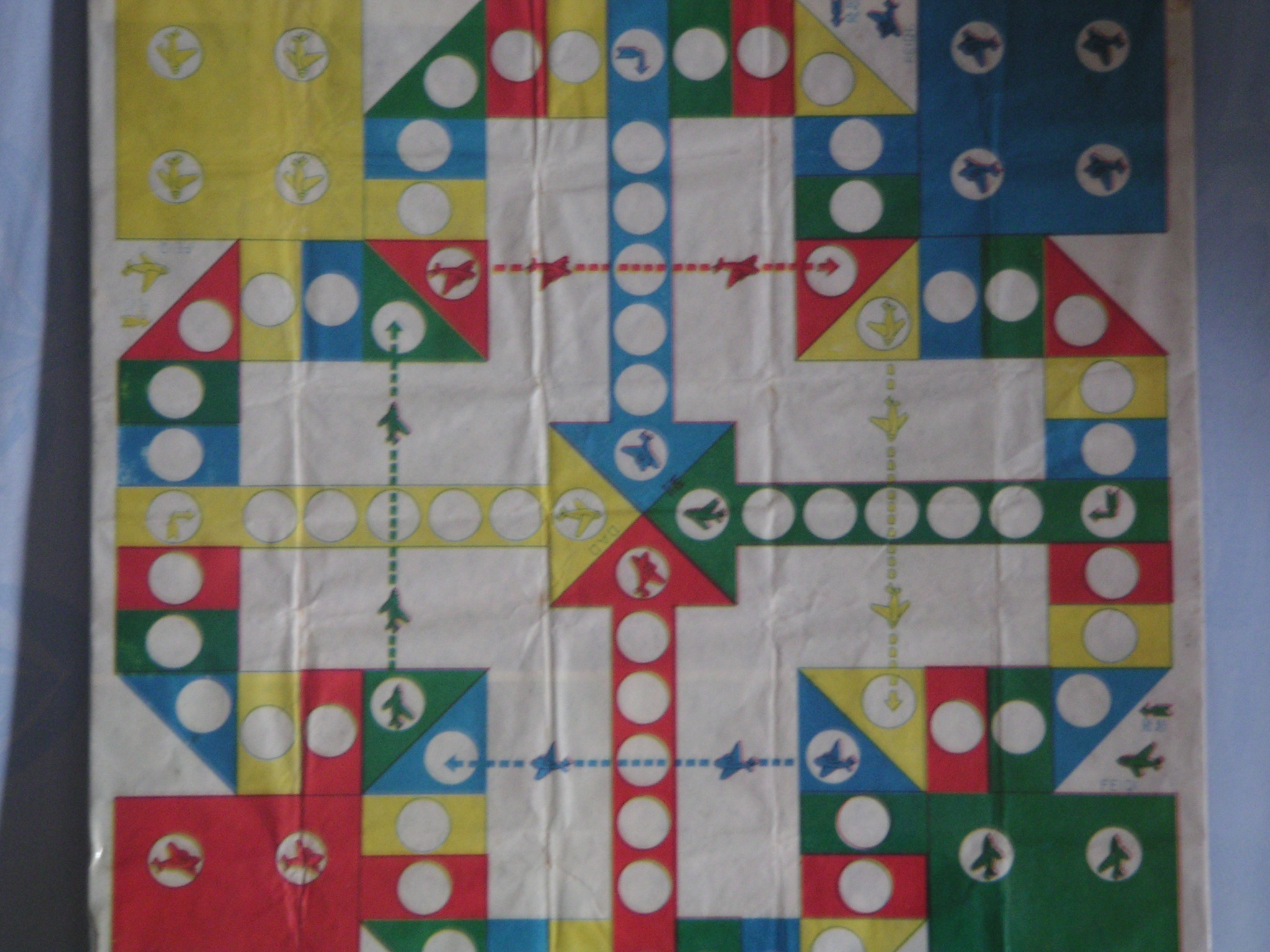
飞行棋

#### 版圖遊戲
版圖遊戲用來描述將圖文符號畫在硬板上作為紀錄工具的遊戲，也就是需用棋盘及棋子进行的游戏，有包括常見的棋類遊戲，象棋是其中一種。參與人數可以是一人，二人，甚至多人。飞行棋、围棋等等皆是较常见的版圖遊戲。

#### 紙上遊戲
用來描述將只需筆和空白紙便可玩樂的遊戲，包括井字棋、數獨、你畫我猜（Pictionary）和填字遊戲等等。

#### 紙牌遊戲
又名卡片遊戲或卡牌遊戲，廣義上是使用卡片（牌）來進行遊戲的總稱。狹義上則是指使用撲克牌的遊戲。

### 群體遊戲
又稱集體遊戲，參與的人數必須多於三個。種遊戲可視為一種實驗學習的活動，幫助團員從遊戲中了解自己，學習人際關係技巧以及如何讓團隊運作。參加者及或主持者可能為一些團體，如教會、老師和學生等。由於參加者可能很多，所以通常需要較大的空間來進行遊戲，如禮堂或學校操場。

### 电子游戏
包括电视游戏、电脑游戏及攜帶型遊戲機等。其特色為必須使用含有顯示屏的電子設備作遊戲，參看遊戲機。

### 角色扮演遊戲
在遊戲中，玩家扮演虚擬世界中的一個或者幾個隊員角色在特定場景下進行遊戲。角色根據不同的遊戲情節和統計數據（例如生命值、法力、力量、靈敏度、智力等等）具有不同的能力，而這些屬性會根據遊戲規則做對應的改變。
其中，角色扮演遊戲又分為桌上角色扮演遊戲、电子角色扮演游戏與臨場動態角色扮演游戏。

### 益智类游戏
迷题游戏，又或者益智类游戏、智力类游戏、难题游戏
此类游戏要求玩家运用自己的智慧，来解决游戏中的难题,以达到游戏过关的目的。
最新的商业游戏通常添加动作要素，使得益智类游戏可以通过游戏的方式锻炼游戏者的脑、手、眼的协调性，有一定维持智力，开放思维的效果。

### 多人在线战斗竞技场游戏
简称为moba类游戏，起源于"魔兽争霸III：混乱之治"的一个叫做《遗迹保卫战》（英语：Defense of the Ancients）的模式，因其瞬息万变的游戏局势与多元的游戏因素而备受欢迎。这类游戏多通过与队友合作以达到击败敌对阵营的目的。
当前比较知名的moba类游戏有英雄联盟，DotA

### 其他
其他的一些遊戲類型包括戶外遊戲、益智遊戲及數學遊戲等等。